# Battaglia di Orleans (463)
La battaglia di Orleans si svolse nell'anno 463 contrapponendo le forze dell'Impero romano d'Occidente, al comando del magister militum per Gallias Egidio, a quelle dei Visigoti comandate dal re Teodorico II e da suo fratello Federico.

## Contesto storico
Egidio aveva proclamato la secessione della parte settentrionale della Gallia nel 461 dopo l'assassinio dell'imperatore Maggioriano da parte di Ricimero, un magister militum di origine germanica che desiderava un maggiore controllo sull'Impero romano d'Occidente. Ricimero instaurò quello che sperava sarebbe stato un imperatore più facilmente controllabile, Libio Severo, una mossa che fallì poiché non fu riconosciuto da alcune province e dalla metà orientale dell'impero.

## Battaglia e conseguenze
Egidio, privato del titolo di magister militum da Ricimero, minacciò di attaccare la penisola italica con il suo esercito. I Visigoti, intuendo l'opportunità di estendere la frontiera del loro regno settentrionale oltre il fiume Loira che all'epoca era il confine del loro impero, ed essendo stati incoraggiati da Ricimero ad attaccare gli Alani, allora alleati dei romani, per distogliere la loro attenzione dall'Italia, mobilitarono il proprio esercito per un attacco. I due eserciti si scontrarono a Orléans nel 463. Il conflitto si concluse con una sconfitta e disfatta dell'esercito visigoto e con la morte del loro comandante, Federico, fratello di Teodorico II.
Questa sconfitta fermò per qualche tempo le ambizioni dei Visigoti nei confronti di questa regione settentrionale della Gallia. Egidio morì a Soissons. 
Il momentaneo arresto dell'espansione visigota si concluse in seguito alla battaglia di Déols, dove un esercito di invasione romano-britannico sotto Riothamus fu sconfitto dai Visigoti nel 470-471.

## La Battaglia di Orléans nella storiografia
L'esistenza di questa battaglia è citata in vari testi nel corso dei secoli:
- Idazio : Adversus Aegidium comitem utriusque militiae, virum, ut fama commendat, Deo bonis operibus complacentem, in Armoricana provincia Fretiricus frater Theuderici regis insurgens, cum his cum quibus fuerat, superatus occiditur. ( Cronaca , 218).[4] Da notare che Idazio colloca questa battaglia nell'anno 461, mancando dal suo resoconto qualsiasi dato per gli anni che vanno dal 462 al 464.
- La Cronaca Gallica del 511: Nel quinto anno del regno di Leone I il Tracio [che ebbe luogo intorno al 461-462] Fredericus frater Theuderici regis pugnans cum Francis occiditur iuxta Ligerim.Marius Aventicensis: [Durante il concilio di Basilio e Vibiano del 463] His consulibus pugna facta est inter Aegidium et Gothos inter Ligerum et Ligericinum iuxta Aurelianis ibique interfectus est Fredericus rex Gothorum.[5]
- Gregorio di Tours (II, 18) fa riferimento ai combattimenti a cui aveva partecipato in quegli anni il re dei Franchi Saliani, Childerico I.[6]
- La maggior parte degli storici moderni è giunta alla conclusione che Egidio avesse truppe franche al suo servizio e che Childerico fosse un alleato o un cliente romano durante questo periodo. Vi sono tuttavia anche storici che sostengono che Childerico a Orléans avrebbe combattuto contro Egidio, anche se sempre come alleato dell'Imperatore.[1] Ciò premesso, non vi è alcuna prova concreta per affermare che là Childerico fosse stato presente, né dell'alleanza tra i due gruppi.[senza fonte]